# Rio Buna

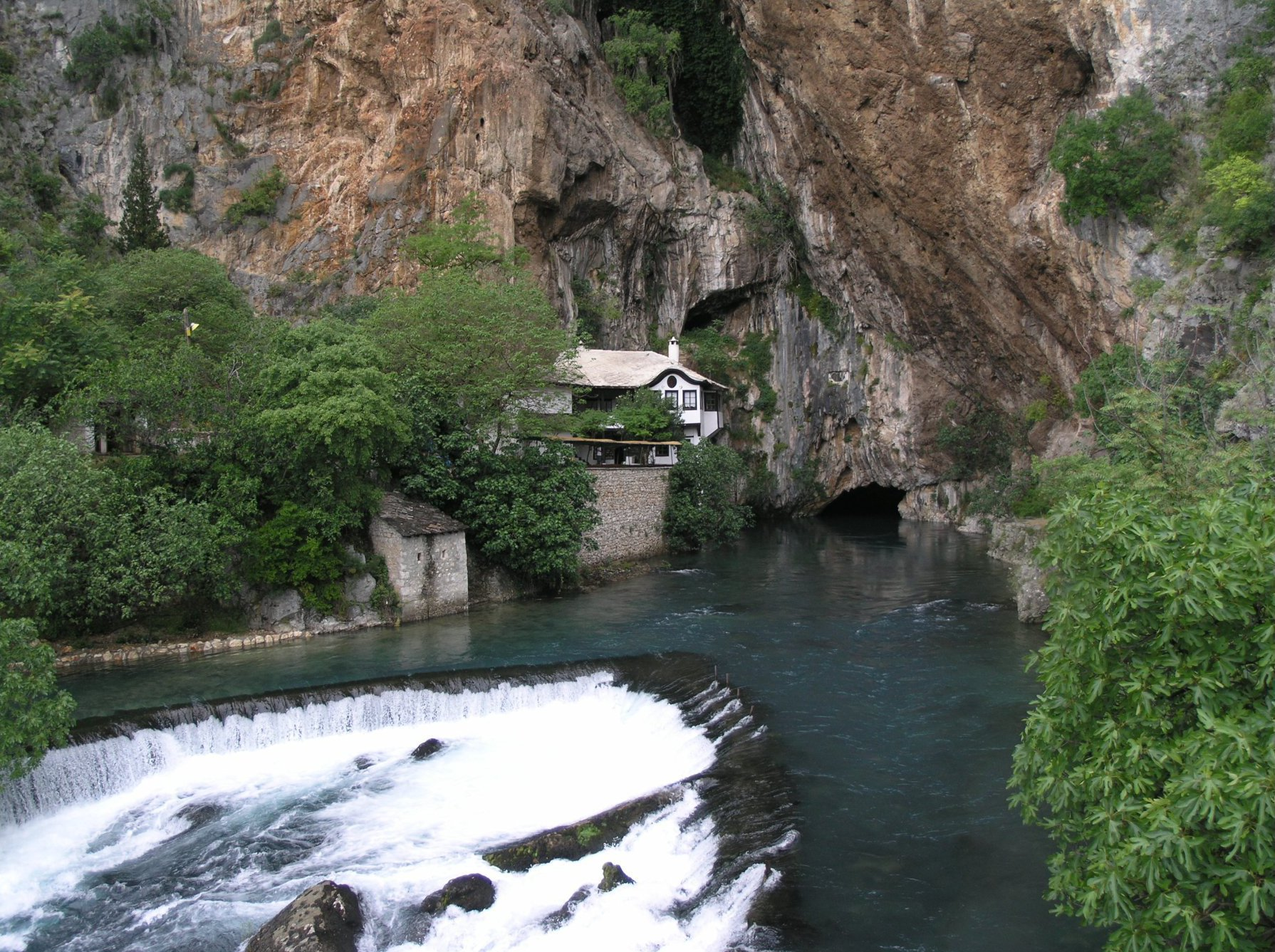
Nascente do rio Buna

O Buna é um rio curto na Bósnia e Herzegovina, que é um afluente da margem esquerda do rio Neretva. Sua fonte (Vrelo Bune), é um manancial carste,  perto da aldeia de Blagaj, a sudeste de Mostar. Na verdade, ele é mais conhecido pelo sua famosa nascente (Vrelo Bune), um dos maiores mananciais deste tipo na Europa, sendo a água extremamente fria.
Ele flui oeste por cerca de 9 km, iniciando em Blagaj e com meandros passa através das vilas de  Kosor, Polje Malo, Hodbina e se junta ao Neretva na aldeia de Buna. O rio Bunica é o principal afluente da margem esquerda do Buna.
O Buna possui uma vazão media de 39 a 43  m3 por segundo.

## Literatura
- Heinrich Renner: Blagaj und die Bunaquelle, in (ders.): Durch Bosnien und die Hercegovina kreuz und quer, (Original 1896), Digitalisierter Nachdruck 2008, S. 266ff. in books.google